# جون سينغلتون (لاعب كرة قاعدة أمريكي)
جون سينغلتون (بالإنجليزية: Jon Singleton)‏ هو لاعب كرة قاعدة أمريكي، ولد في 18 سبتمبر 1991 في Harbor City, Los Angeles ‏ في الولايات المتحدة.

## وصلات خارجية
- جون سينغلتون (لاعب كرة قاعدة أمريكي) على موقع دوري كرة القاعدة الرئيسي (الإنجليزية)
- جون سينغلتون (لاعب كرة قاعدة أمريكي) على موقعبيزبول رفرنس.كوم (الدوري الرئيسي) (الإنجليزية)
- جون سينغلتون (لاعب كرة قاعدة أمريكي) على موقعبيزبول رفرنس.كوم (الدوري الثانوي) (الإنجليزية)
- جون سينغلتون (لاعب كرة قاعدة أمريكي) على موقع إي إس بي إن.كوم (أم.أل.بي) (الإنجليزية)
- جون سينغلتون (لاعب كرة قاعدة أمريكي) على موقع مشجعي الرسوم البيانية (الإنجليزية)